# Эльгяй
Эльгяй (якут. Элгээйи) — село, центр Эльгяйского наслега Сунтарского улуса Республики Саха (Якутия).
Основано в 1771 году.

## География
Расположено в 48 км севернее улусного центра села Сунтар, на правом берегу реки Вилюй. По некоторым данным именно эта точка в сунтарском улусе является самой жаркой в Саха с максимумом +39.4, что несколько выше даже Комаки с +39.2 6 июля 1945 года, и лишь несколько слегка менее максимуму +39.6 у Бодайбо Иркутской области и находится точно поровну между этими двумя городами, притом зимний минимум в Эльгяе за юазу измерений равен -59.3, головой перепад таким образом достигает почти 99 и равен 98.7, минимально недоходя до 100. 

## История
В 1763 г. русский дворянин Алексей Данилов прибыл на эти земли с десятью казаками. Ими было начато строительство первых домов. Первые посевы ячменя, ржи приходятся на эти годы. Известно также, что предками эльгяйцев были 9 отцовских родов: Орох,Чакыр, Одуну, Тубэ Орох, Хатырык, Одуну-Суончу, Чуукаар, Илин Дьэпсэ. Первое одноклассное народное училище было открыто в 1875 г. И в тот же год было завершено строительство Православной церкви и началось богослужение.
С 1822 г. по 1897 г. Эльгяй был центром Сунтарского улуса. Гордостью улуса можно считать тот факт, что в 1900 г. улусный глава Г. П. Терешкин принял участие на всемирной выставке в Париже. В качестве его переводчика, ездил учитель Д. Д. Сивцев. В Санкт-Петербурге Г. П. Терешкин был принят царём и из его рук получил орден.
Эльгяй богат историей, природой, музеями и, конечно, известными людьми, такими как: Дмитрий Дмитриевич Сивцев, один из первых учителей, интеллигенции народа Саха; Петр Хрисанфович Староватов, учитель, краевед, первый в республике герой Труда; Петр Иванович Михалев, учитель, первый организатор кооператива; Еремей Кузьмич Аввакумов, учитель, краевед, музеевед; Борис Николаевич Андреев, краевед, орнитолог, учитель, основатель музея природы; Михаил Григорьевич Спиридонов, учитель, активный общественный, политический деятель; Петр Михайлович Данилов, заслуженный врач-хирург; Семен Максимович Журавлев, первый директор совхоза «Эльгяйский», в годы его руководства совхоз награждён орденом Ленина; Егор Гаврильевич Иванов, заслуженный работник сельского хозяйства; Лука Григорьевич Никифоров, заслуженный учитель СССР, РСФСР, ЯАССР; Егор Михайлович Николаев, заслуженный учитель, автор многих методический пособий по воспитанию; Мария Егоровна Спиридонова, заслуженный работник сельского хозяйства; Семен Семенович Яковлев, народный целитель, отличник здравоохранения;
В Эльгяе долгое время жил и работал член союза писателей Якутии, поэт, прозаик, публицист, заслуженный учитель РС(Я), почётный гражданин Сунтарского улуса И. Г. Иванов-Уйбаан Нуолур, двоюродный брат якутского поэта, писателя, учёного, одного из основоположников якутской литературы А. А. Иванова-Кундэ. Эльгяй — вторая родина поэта Акима Кондратьева, Анны Винокуровой-Львовой, родина поэтессы Александры Григорьевой-Сандаарыйа. Плодотворно занимаются песенным творчеством мелодисты Калиста Пахомова, Ариан Кондратьев. Про с. Эльгяй сложено немало стихов и песен, и все благодаря им, поэтам и мелодистам патриотам родного края.
При слове «Эльгяй» любой человек сразу видит перед глазами редчайший, известный не только по республике, но и за её пределами «Чудо Сибири» — музей природы. Ведь здесь собрана вся фауна Земли, начиная от Африки, кончая Азией. Сейчас музей называется «Эльгяйский региональный музейно — экологический центр им. Б. Н. Андреева», целью которой является экологическое воспитание, сохранность экспонатов, образовательная и научно-исследовательская деятельность.
Вторым, а может быть и первым по значению является историко — краеведческий музей «Туойдаах алаас». Инициатором, создателем является отличник народного просвещения, воспитатель — методист, почётный гражданин Сунтарского улуса Еремей Кузьмич Аввакумов, уроженец Эльгяйского наслега. Уникальность музея — полное раскрытие истории наслега с XVIII века и — редчайшие экспонаты народного искусства.
В середине 50-60 годов, на базе Эльгяйского клуба, широко развернул художественную самодеятельность выдающийся народный певец, сказитель, постановщик якутских танцев, заслуженный деятель искусств ЯАССР Сергей Афанасьевич Зверев-Кыыл Уола.
Образцовый коллектив детского танцевально-хореографического ансамбля «Алгыс», руководимый заслуженным работником культуры РС(Я) Августиной Федоровной Клакиновой, стал кузницей хореографов и подарил многие минуты, часы восхищения якутским танцем.
На территории Эльгяйского наслега много красивых, богатых историей мест, богатых рыбой озёр. Особенно чтят, охраняют место Угут-Кюель с одноимённым озером, куда каждый год прилетают самые красивые птицы народа саха — кыталык, где ежегодно вьют гнезда, размножаются перелётные утки, и где размножаются самые красивые и вкусные караси. Вокруг озера раскинулись богатые сенокосные угодья, ягодные леса.
Гостеприимные жители Эльгяя с гордостью пригласят вас на ежегодный праздник ысыах в парк культуры и отдыха, как будто специально матушкой природой отведённое для этого торжества место Угут-Кель. Не зря о нём слагают песни, тойуки, осуохаи. Самый известный, оставшийся на слуху и устах, ысыах прошёл здесь после войны, в 1947 году, 23-24 июня. Именно на этом ысыахе два дня и две ночи без остановки запевал осуохай С. А. Зверев- Кыыл Уола.
В селе находится одна из старейших школ Якутии — Эльгяйская средняя общеобразовательная школа, в которой преподавал Герой Труда Староватов П. Х.

## Население
| 2002 | 2010  | 2021  |
| ---- | ----- | ----- |
| 2200 | ↘2027 | ↘1569 |

## Музеи
Историко-краеведческий музей «Туойдаах Алаас».
Эльгяйский региональный музейно-экологический центр им. Б. Н. Андреева.
Эльгяйский мемориальный музей С. С. Яковлева.
Эльгяйский музей фольклора им. С. А. Зверева.
Эльгяйская картинная галерея.

## Инфраструктура
В селе имеется общеобразовательная школа им. П. Х. Староватова, детская школа искусств, больница, почта, отделение сбербанка, речная пристань, 5 музеев, спортзал, Центр Культуры «Узор».